# محملة ذات مجرفة خلفية
المحملة ذات المجرفة الخلفية هي محملة معدات ثقيلة، تتكون من مجرفة الجرافة من الجهة الأمامية، وحفارة من الجهة الخلفية. ونظراً لصغر حجمها وتعدد استخدامها، فإن جرافة حفارة مستخد جداً في الهندسة المعمارية ومشاريع البناء الصغيرة، هذا النوع من الآت مشتق من آلاتين هما الجرافة والحفارة.